# 何宗蓮
何 宗蓮（か そうれん）は清末民初の軍人。北洋系の軍人。中華民国最初期に察哈爾（チャハル）都統をつとめた。晩年は起業や慈善事業に取り組んでいる。字は春江。

## 事跡
北洋武備学堂を卒業した後に、定武軍に所属した。日清戦争に際しては海城を数百の兵で守備し、日本軍と激戦を繰り広げている。1895年（光緒21年）、袁世凱が創設した新建陸軍に所属した。以後、左翼歩兵第2営領官、統帯、北洋常備軍左翼翼長を歴任し、1904年（光緒30年）には第1北洋教練処総弁に就任する。1906年（光緒32年）、第1協統領官兼宿衛営統領兼甘粛省河州鎮総兵に昇進した。1907年（光緒33年）、第1鎮統制となり、さらに察哈爾副都統に異動した。
1912年（民国元年）、察哈爾都統兼陸軍第1師師長に昇進した。1914年（民国3年）、将軍位を与えられ、引き続き察哈爾を統治する。民国4年（1915年）8月、大総統府侍従武官に異動したが、袁世凱が皇帝即位を画策すると何は引退して帰郷した。同年中に済南で華興造紙廠や豊年面粉廠を創設している。1918年（民国7年）、弼威将軍の位を授与された。
1921年（民国10年）、山東省で大干ばつが発生し、50県以上が罹災した。このときに何は地元人士に呼びかけて山東省賑災公会（何が会長に就任）、紅十字会済南分会、災民救済会の設立準備を進めた。これにより義捐金数百万元が集まり、数十万人の民衆が救済されたという。1928年（民国17年）の済南事件勃発後に済南市治安維持会会長を務めた。1931年（民国20年）、山東省歴城県（現在の済南市歴城区）で病没。享年68。

## 注
1. 1 2 3  徐主編（2007）、671頁。
2. 1 2 3  来ほか（2000）、1133頁。
3. 1 2  外務省情報部編（1928）、454頁。
4. 1 2  山東省情網。